# Acacia hamiltoniana
Acacia hamiltoniana é uma espécie de leguminosa do gênero Acacia, pertencente à família Fabaceae.